# NGC 666
NGC 666 is een spiraalvormig sterrenstelsel in het sterrenbeeld Driehoek. Het hemelobject werd op 22 november 1883 ontdekt door de Franse astronoom Édouard Jean-Marie Stephan.

## Synoniemen
- PGC 6483
- UGC 1236
- MCG 6-5-2
- ZWG 521.79
- ARAK 56
- 6ZW 26